# Kanmuri

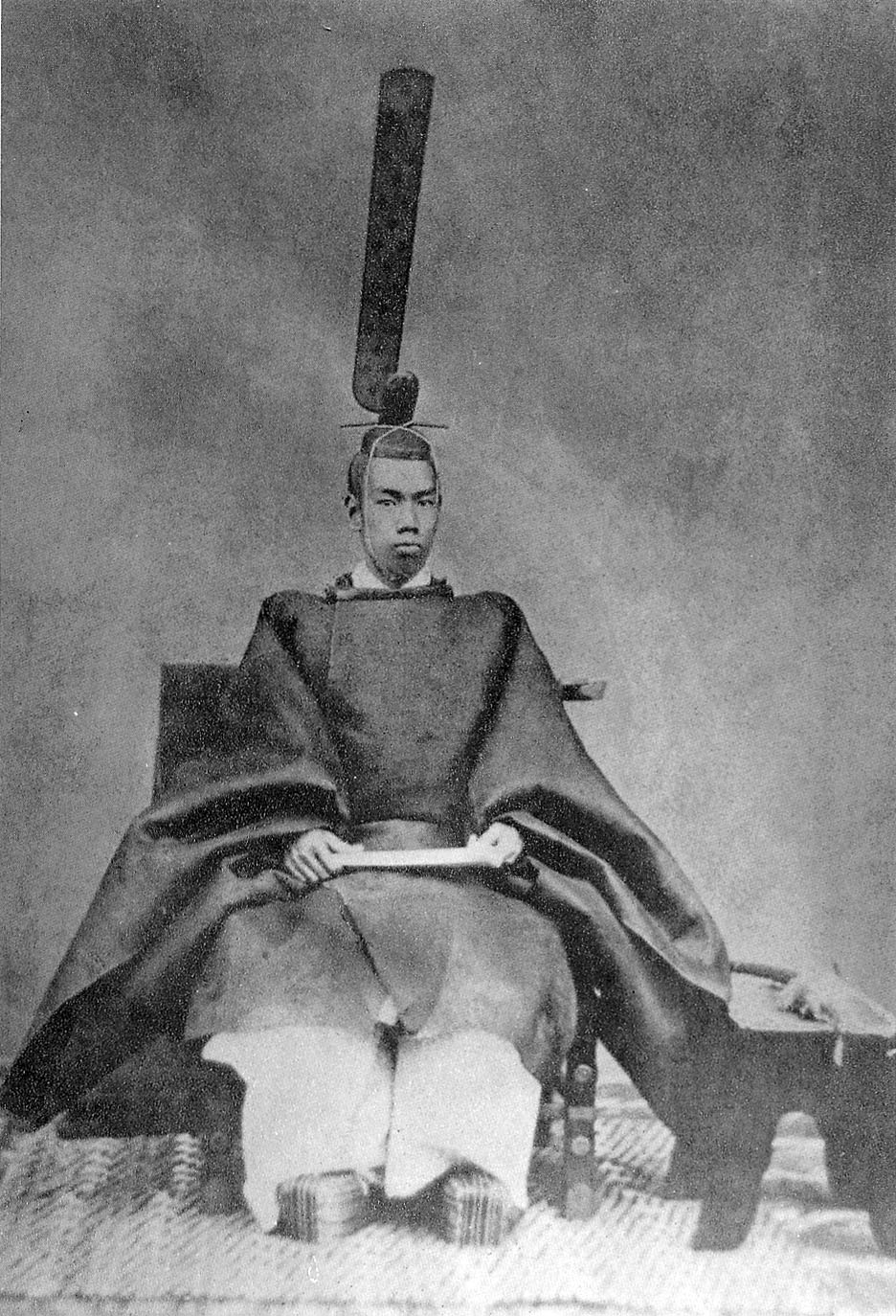
El emperador Meiji usando un kanmuri de gran tamaño, denotando su estatus como Emperador de Japón.

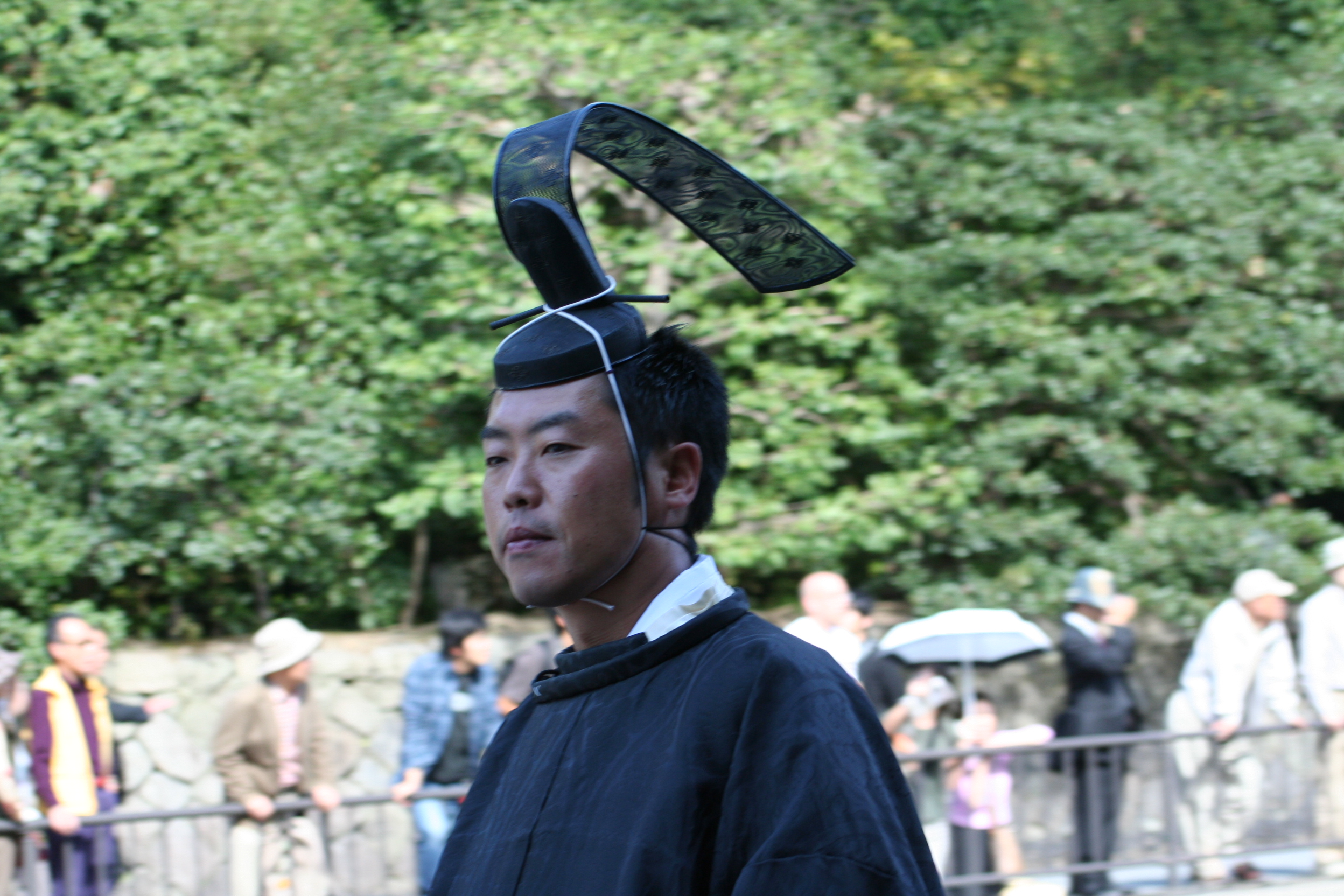
Hombre desfilando como un antiguo cortesano, portando el kanmuri, en un matsuri en Kioto.

El kanmuri es un tocado japonés que se pone sobre la cabeza y fue usado por los varones adultos cortesanos, incluyendo al Emperador de Japón, y por los samurái, cuando accedían a la Corte Imperial de Japón. Es confeccionada generalmente con seda negra y reforzada con laca japonesa, cuyo nombre es urushi. El uso de esta prenda se complementa con el sokutai o indumentaria usada por los cortesanos.

## Biografía
Sus orígenes provienen desde la era Kofun cuando los jefes locales portaban coronas de metales como oro y plata. Luego, sufrió una transformación que se sincretizó con costumbres importadas de la China de la Dinastía Sui, a través del sistema de doce niveles y rangos en 603 y que reestructuró la composición de la Corte Imperial, permitiendo el uso de prendas de colores en su cabeza como coronas, según el rango del cortesano. Eventualmente, con la imposición de más códigos de etiqueta durante la era Asuka y la era Nara, solamente quedó el kanmuri negro como prenda de referencia para toda la Corte Imperial.
Desde la era Heian hasta comienzos de la era Meiji, fue el tocado representativo para todos los miembros masculinos de la Corte Imperial y para guerreros samurái de alto rango, entre ellos los shōgun.
Tras la occidentalización de Japón, el uso del kanmuri y del sokutai declinó significativamente y actualmente el tocado es usado de manera exclusiva por miembros de la familia imperial de Japón y por miembros del gobierno (incluyendo el primer ministro) en rarísimas ocasiones como bodas imperiales o durante el ascenso al trono de un nuevo emperador.